# Midland (groupe)
Pour les articles homonymes, voir Midland.
Midland est un groupe de musique country américain formé en 2016 à Dripping Springs, au Texas. Le groupe est composé de Mark Wystrach (chant, guitare), Jess Carson (guitare, chant) et Cameron Duddy (guitare basse, chant). Grâce à Big Machine Records, le groupe sort un EP et deux albums studio, On the Rocks et Let It Roll.

## Histoire
Nommé d'après la chanson de Dwight Yoakam Fair to Midland, le groupe a été fondé à Dripping Springs, au Texas. Le trio s'est rencontré séparément autour de Los Angeles, où Jess Carson et Cameron Duddy avaient formé un groupe antérieur. Duddy et Mark Wystrach se sont rencontrés et ont formé un groupe après que Carson ait quitté Los Angeles et ait déménagé au Texas. Le trio s'est réuni à Jackson Hole, Wyoming pour le mariage de Duddy en août 2013 ; Wystrach et Carson y était garçons d'honneur. Après avoir joué des chansons ensemble sur le porche de la cabine de Carson, ils ont décidé de former le groupe. Après la lune de miel de Duddy, ils sont allés au studio d'enregistrement Sonic Ranch à El Paso, comme l'a déclaré Wystrach, « quand nous sommes allés au Sonic Ranch, nous sommes devenus un groupe. Nous sommes partis en croyant à ce qui s'était passé. »,
Mark Wystrach
Mark Wystrach a grandi entouré de musique car ses parents étaient tous deux fans de musique. Son père était un immigrant vivant à Los Angeles. Sa mère a grandi dans un ranch près de Tucson, en Arizona. Ses parents possédaient un lieu de musique country honky tonk. Wystrach est également acteur et mannequin,.
Jess Carson
Jess Carson a grandi dans une ferme de l'Oregon. Sa sœur et son père étaient tous deux musiciens, il a appris à jouer de la guitare. Carson est également auteur-compositeur,.
Cameron Duddy
Cameron Duddy a commencé à jouer de la musique après une situation familiale difficile ; il a trouvé que la musique a aidé à réduire la tension, en disant: "Parfois, vous ne parvenez pas à parler de toutes les choses dont vous voulez peut-être parler et le brise-glace a commencé à être de la musique." Il a obtenu sa première guitare de son père; cela l'a aidé à retrouver son identité.
Duddy est également réalisateur de clips vidéo ; il a remporté un MTV Video Music Award pour la vidéo Locked Out of Heaven de Bruno Mars.

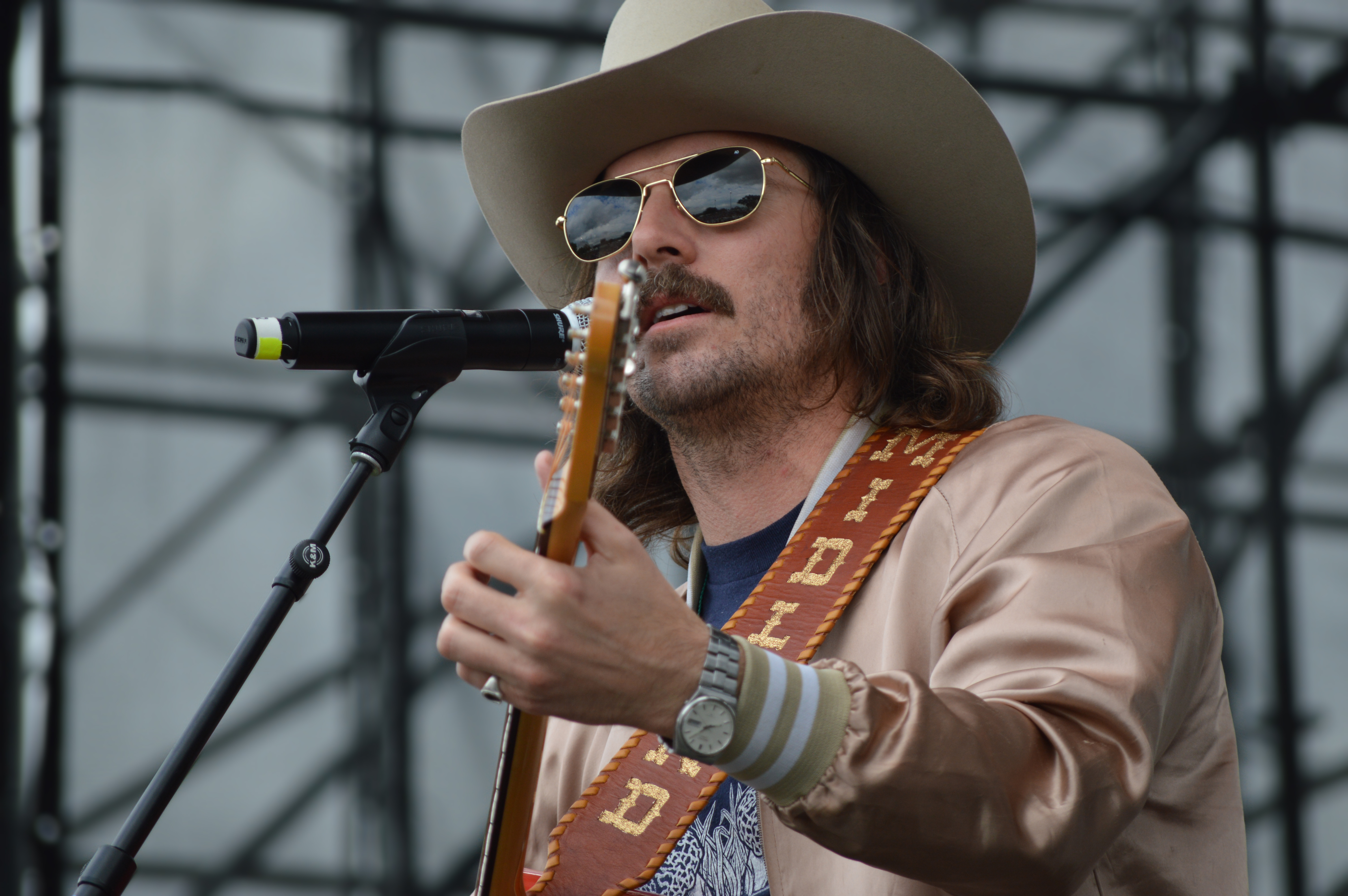
Mark Wystrach
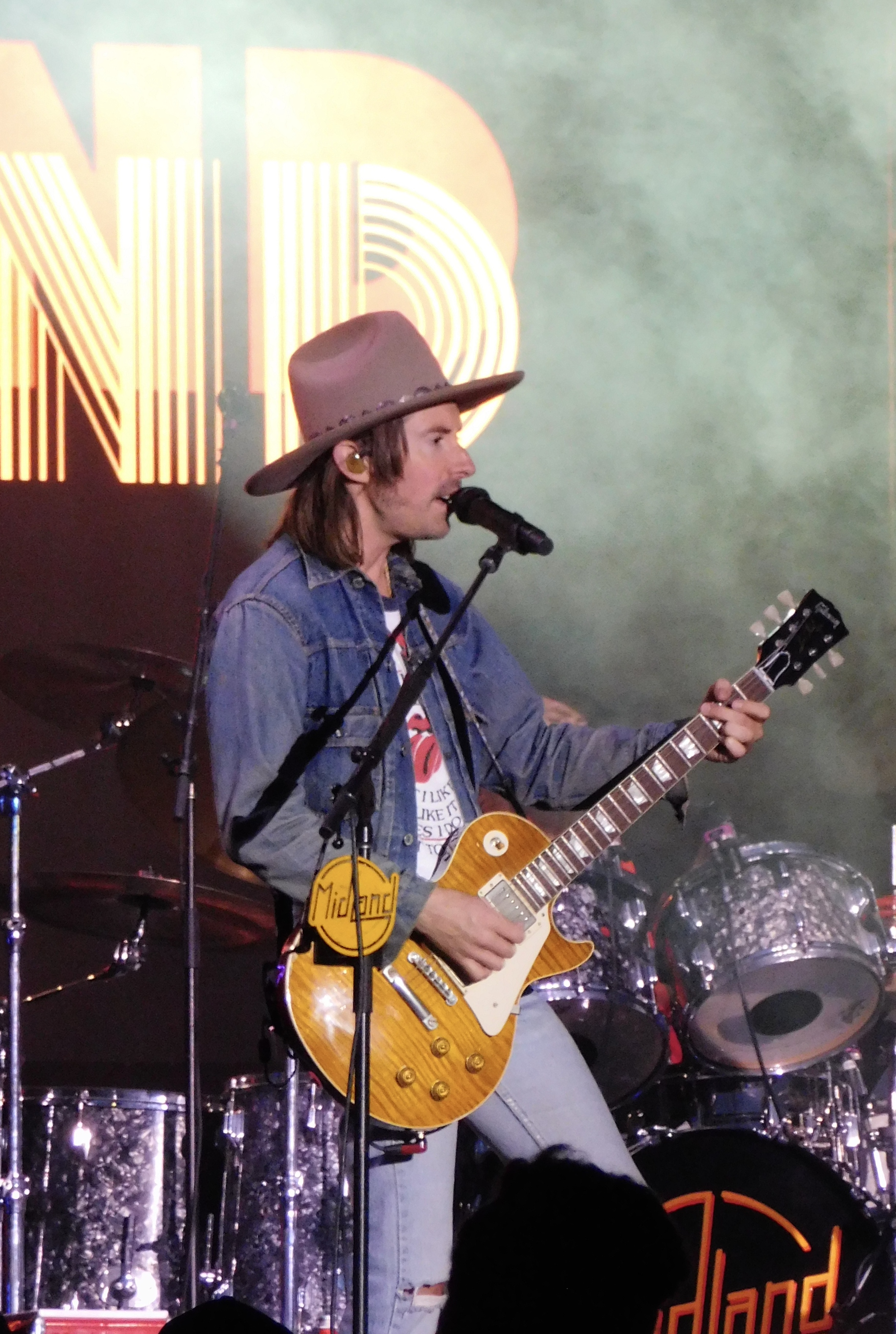
Jess Carson
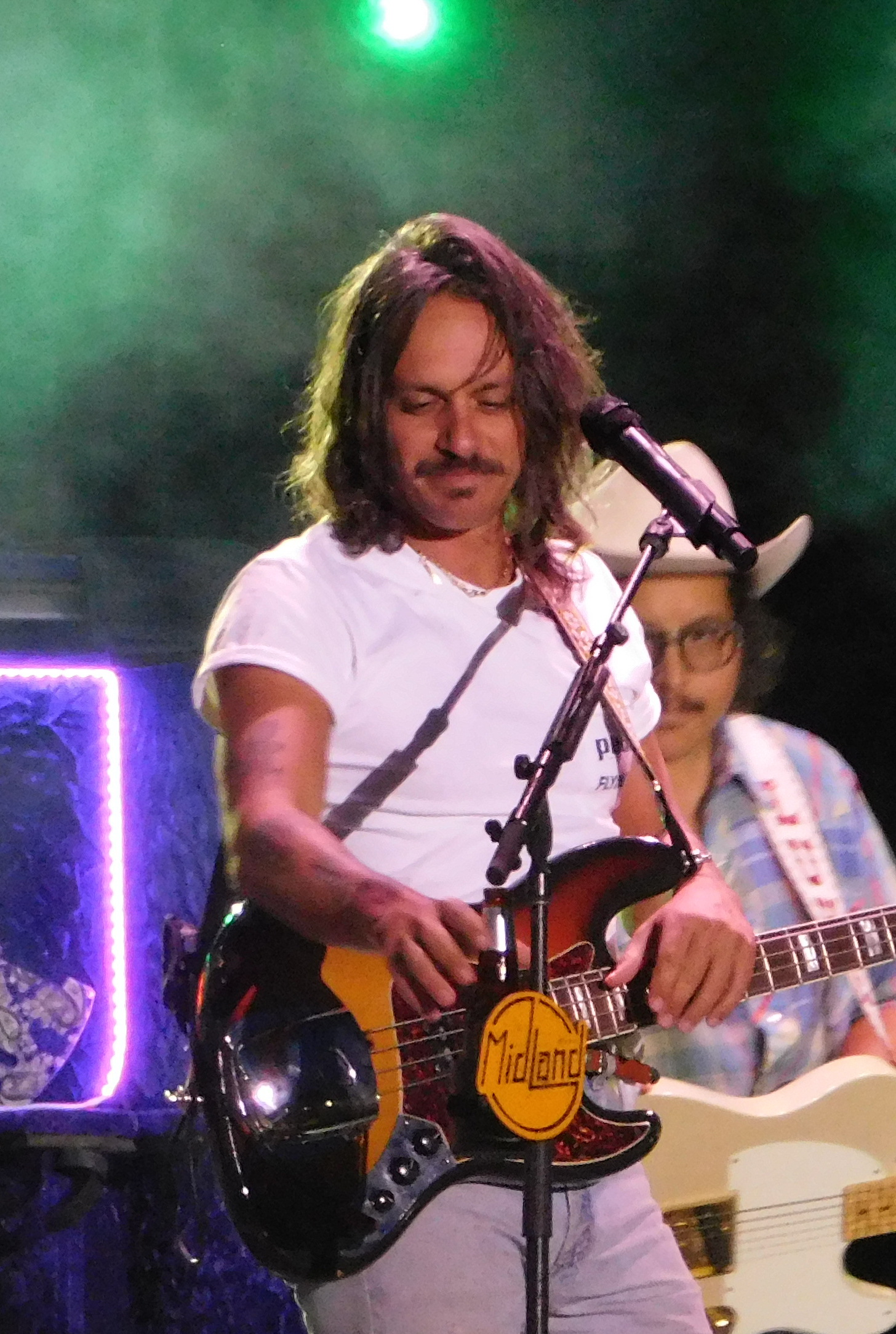
Cameron Duddy

Le 9 mars 2016, le trio signe chez Big Machine Records et publie l'EP Midland avec un premier single, Drinkin' Problem, qui se classe au Hot Country Songs et au Country Airplay. Le groupe a écrit la chanson avec Shane McAnally et Josh Osborne. Duddy a réalisé le clip vidéo de la chanson. Leur premier album On the Rocks sort le 22 septembre 2017, produit par Dann Huff, Shane McAnally et Josh Osborne. Midland sort Make a Little comme deuxième single. Burn Out, le troisième single de l'album, sort fin 2018.
Midland a été nommé pour deux Grammy Awards en 2018 : le Grammy Award de la meilleure chanson country et le Grammy Award de la meilleure performance country duo / groupe , tous deux pour Drinkin 'Problem. 
Leur deuxième album studio, Let It Roll sort le 23 août 2019. Midland sort le single Mr. Lonely en février 2019, puis Cheatin' Songs en février 2020. 

## Discographie

### Albums studio
| Titre                                         | Album                                                     | Meilleures positions | Meilleures positions | Meilleures positions | Meilleures positions | Meilleures positions | Ventes        |
| Titre                                         | Album                                                     | US                   | US Country           | AUS                  | CAN ,                | UK                   | Ventes        |
| --------------------------------------------- | --------------------------------------------------------- | -------------------- | -------------------- | -------------------- | -------------------- | -------------------- | ------------- |
| On the Rocks                                  | - Date de sortie : 22 septembre 2017 - Label: Big Machine | 20                   | 2                    | —                    | 45                   | —                    | - US: 112,500 |
| Let It Roll                                   | - Date de sortie : 23 août 2019 - Label: Big Machine      | 16                   | 1                    | 72                   | 37                   | 75                   | - US: 41,300  |
| "—" signifie que le titre ne s'est pas classé |                                                           |                      |                      |                      |                      |                      |               |

### Albums live
| Titre                  | Album                                                   | Ventes    |
| ---------------------- | ------------------------------------------------------- | --------- |
| Live from the Palomino | - Date de sortie : 28 février 2020 - Label: Big Machine | - US: 400 |

### Extended plays
| Titre   | Album                                                    | Meilleures positions | Ventes       |
| Titre   | Album                                                    | US Heat              | Ventes       |
| ------- | -------------------------------------------------------- | -------------------- | ------------ |
| Midland | - Date de sortie : 28 octobre 2016 - Label : Big Machine | 18                   | - US: 19,500 |

### Singles
| Année | Titre            | Meilleures positions | Meilleures positions | Meilleures positions | Meilleures positions | Meilleures positions | Ventes        | Certifications     | Album        |
| Année | Titre            | US                   | US Country           | US Country Airplay   | CAN                  | CAN Country          | Ventes        | Certifications     | Album        |
| ----- | ---------------- | -------------------- | -------------------- | -------------------- | -------------------- | -------------------- | ------------- | ------------------ | ------------ |
| 2017  | Drinkin' Problem | 45                   | 4                    | 3                    | 98                   | 1                    | - US: 452,000 | - RIAA: 2× Platine | On the Rocks |
| 2017  | Make a Little    | —                    | 23                   | 15                   | —                    | 12                   |               |                    | On the Rocks |
| 2018  | Burn Out         | 63                   | 11                   | 3                    | —                    | 29                   | - US: 82,000  | - RIAA: Or         | On the Rocks |
| 2019  | Mr. Lonely       | —                    | 31                   | 23                   | —                    | 32                   |               |                    | Let It Roll  |
| 2020  | Cheatin' Songs   | —                    | 41                   | 26                   | —                    | 48                   |               |                    | Let It Roll  |

### Clips vidéos
| Année | Vidéo            | Réalisateur   |
| ----- | ---------------- | ------------- |
| 2017  | Drinkin' Problem | Cameron Duddy |
| 2017  | Make a Little    | Cameron Duddy |
| 2018  | Burn Out         | TK McKamy     |
| 2019  | Mr. Lonely       | Cameron Duddy |

### Autres apparitions
| Année | Chanson              | Artiste       | Album  |
| ----- | -------------------- | ------------- | ------ |
| 2019  | Boot Scootin' Boogie | Brooks & Dunn | Reboot |

## Récompenses et nominations
| Année | Récompense       | Catégorie                          | Œuvre            | Résultat   | Ref    |
| ----- | ---------------- | ---------------------------------- | ---------------- | ---------- | ------ |
| 2017  | CMT Music Awards | Group Video of the Year            | Drinkin’ Problem | Nomination | ,      |
| 2018  | Grammy Awards    | Best Country Duo/Group Performance | Drinkin’ Problem | Nomination | [ 11 ] |
| 2018  | Grammy Awards    | Best Country Song                  | Drinkin’ Problem | Nomination | [ 11 ] |
| 2018  | ACM Awards       | New Vocal Duo or Group of the Year | Midland          | Lauréat    | [ 38 ] |
| 2018  | ACM Awards       | Vocal Group of the Year            | Midland          | Nomination | [ 38 ] |
| 2018  | ACM Awards       | Single Record of the Year          | Drinkin' Problem | Nomination | [ 38 ] |
| 2019  | CMT Music Awards | Group Video of the Year            | Burn Out         | Nomination | [ 39 ] |